# Samobójstwo
Samobójstwo – celowe odebranie sobie życia.
Przyczyny samobójstw są wielorakie. Często wynika ono z uczucia smutku, które w wielu przypadkach jest rezultatem zaburzeń psychicznych, takich jak depresja, zaburzenia afektywne dwubiegunowe, schizofrenia, alkoholizm lub inne uzależnienie od środków odurzających. Stresory takie jak problemy finansowe lub problemy w zakresie relacji międzyludzkich również odgrywają istotną rolę. Samobójstwo może być również popełnione przez zdrowego psychicznie człowieka z powodów ideologicznych. Próby zapobiegnięcia samobójstwu obejmują ograniczenie dostępu do broni palnej, leczenie zaburzeń psychicznych, w tym uzależnienia od środków odurzających, a także poprawę sytuacji ekonomicznej.
Do samobójstwa mogą też skłaniać normy obowiązujące w niektórych kulturach, sytuacja społeczna i światopogląd (w tym poglądy religijne). Religie abrahamowe tradycyjnie uznają samobójstwo za grzech przeciwko Bogu w związku z poglądem dotyczącym świętości życia. Samobójstwo było w wielu społeczeństwach traktowane jako jedyne honorowe rozwiązanie stawiane przed jednostką, która naruszyła pewne normy społeczne (m.in. seppuku czy sati). Samobójstwo i próba samobójcza nie są już, tak jak miało to miejsce w przeszłości, przestępstwem w krajach zachodnich. Wciąż jest ono uznawane za przestępstwo w większości państw muzułmańskich. Samobójstwo było też wykorzystywane w celach politycznych, terrorystycznych czy wojskowych (np. kamikaze czy samobójcze zamachy bombowe).
Częstość wykorzystywania poszczególnych metod samobójczych różni się w zależności od kraju, co ma związek m.in. z ich dostępnością. Częste metody to powieszenie się, otrucie się pestycydami oraz wykorzystanie broni palnej. Od ok. 800 000 do miliona osób rocznie popełnia samobójstwo, co oznacza, że jest to dziesiąta przyczyna zgonu na świecie. Wskaźnik samobójstw wśród mężczyzn jest trzy- lub czterokrotnie wyższy niż w przypadku kobiet. Co roku dochodzi do około 10–20 milionów prób samobójczych (czyli aktów nie kończących się śmiercią). Próby samobójcze podejmują częściej osoby młode oraz kobiety, podczas gdy samobójstwa częstsze są pośród osób starszych oraz mężczyzn.

## Definicje
W literaturze można znaleźć wiele definicji samobójstwa, różni autorzy kładą nacisk na rozmaite aspekty zjawiska. W większości definicji akcentowany jest fakt, że śmierć w wyniku samobójstwa jest aktem, do której dochodzi w wyniku intencjonalnego, rozmyślnego, zamierzonego, dobrowolnego, świadomego, celowego lub zaplanowanego działania osoby. Samobójstwo definiowane jest także jako rodzaj śmierci, która nastąpiła w wyniku działań własnych, których śmiertelny skutek był przez daną osobę przewidywany i akceptowany. Różnice w definiowaniu samobójstwa dotyczą m.in. stopnia w jakim akceptowane było ryzyko śmierci: począwszy od oczekiwania nieuchronnego poniesienia śmierci, innymi słowy pewności, że śmierć będzie skutkiem podjętych działań, po przypadki „igrania ze śmiercią”, w których śmierć była tylko akceptowaną ewentualnością, a subiektywnie oceniane prawdopodobieństwo przeżycia owych działań było wysokie. Definicja samobójstwa jest przedmiotem sporów, na które duży wpływ mają wiedza naukowa, poglądy filozoficzne i normy kulturowe. W szczególności, przedmiotem sporów pozostaje kwalifikacja śmierci w wypadkach depresji i innych zaburzeń psychicznych, śmierci w formie samopoświęcenia dla innych, podejmowania bardzo ryzykownych działań, zachowań samodestrukcyjnych czy samo-zaniedbania, w tym zaniechania leczenia.
Samobójstwo, znane również jako samobójstwo dokonane, to „działanie polegające na odebraniu sobie życia”. Odebranie sobie życia na rzecz innych nazywane jest samobójstwem altruistycznym.
Próbę samobójczą definiuje się jako potencjalnie śmiertelne, samodzielne działanie, którego intencją było doprowadzenie do własnej śmierci, wskutek którego do owej śmierci jednak nie doszło. Zachowania samobójcze to formy różnorodnych zachowań (m.in. samookaleczenia) podejmowane z intencją odebrania sobie życia, które jednak nie doprowadziły do śmierci. Wspomagane samobójstwo to zachowanie polegające na udzieleniu pomocy w zakresie popełnienia samobójstwa poprzez działanie pośrednie np. przekazanie rad lub środków pozwalających odebrać sobie życie. W odróżnieniu od niego, w eutanazji aktywną rolę w działaniu prowadzącym do śmierci określonej osoby pełni druga osoba. Jest to działanie, w którym druga osoba odbiera komuś życie, przy jego wyraźnej zgodzie. Często nie uznaje się eutanazji za samobójstwo i w wielu krajach jest ona penalizowana (np. w Polsce kwalifikowana jest jako zabójstwo na żądanie i pod wpływem współczucia). Myśli samobójcze to myśli o perspektywie śmierci łączące się z chęcią odebrania sobie życia.
Atak samobójczy to działanie, w czasie którego atakujący używa przemocy wobec innych będąc świadomym tego, że oznacza to jego śmierć. Samobójstwo rozszerzone to zabójstwo, którego sprawca w ciągu tygodnia od czynu popełnia samobójstwo. Masowe samobójstwo jest często popełniane pod wpływem presji społecznej, w wyniku którego członkowie poddają się woli przywódcy. Masowe samobójstwa mogą obejmować zaledwie dwie osoby, co nazywane bywa umową samobójczą.

## Badania nad samobójstwem
Samobójstwo jest zjawiskiem złożonym, będącym przedmiotem zainteresowania wielu dyscyplin. Interdyscyplinarną nauką, zajmującą się ogółem badań nad samobójstwem jest suicydologia.
Wyróżnia się cztery główne kierunki badań nad samobójstwem:
- filozoficzno-teologiczny – (najstarszy), refleksję nad problemami etycznej i religijnej oceny samobójstwa i ontologicznych podstaw bytu ludzkiego,
- kliniczny (fizjopatologiczny i psychiatryczny) – dotyczący zakłóceń w fizjologicznym funkcjonowaniu ludzkiego organizmu prowadzących do zachowań samobójczych,
- psychologiczny – (zbliżony do psychiatrycznego), badający niefizjologiczne stany psychiczne, prowadzące do samobójstwa,
- socjologiczny – badający czynniki środowiskowe wpływające na popełnianie samobójstw oraz wskaźniki makrosocjologiczne związane z poziomem samobójstw w społeczeństwie.

Od końca XX wieku na znaczeniu zyskują też badania nad ewolucyjnymi podstawami samobójstwa.
W Polsce od 12 marca 2002 (de facto) działa Polskie Towarzystwo Suicydologiczne. Jest to stowarzyszenie o charakterze naukowo-społecznym, założone przy Instytucie Psychiatrii i Neurologii w Warszawie, którego celami są m.in. analiza zjawiska samobójstw w Polsce i na świecie, stworzenie naukowych podstaw programów profilaktycznych redukujących liczbę zachowań samobójczych, dostarczanie teoretycznych przesłanek uzasadniających i promujących wartość życia przez kreowanie i propagowanie różnych form i metod samorealizacji, rozwoju własnej osobowości oraz aktywnego uczestniczenia w życiu społecznym, czy działanie na rzecz afirmacji życia i poprawy jego jakości. Stowarzyszenie jest największą polską zorganizowaną suicydologiczną jednostką badawczą. Prezesem PTS jest Brunon Hołyst.

## Badania społeczne
brak danych
     <3
     3–6
     6–9
     9–12
     12–15
     15–18
     18–21
     21–24
     24–27
     27–30
     30–33
     >33

Liczba samobójstw przypadająca na 100 000 osób w 2004.

Samobójstwo jest ważnym tematem badań społecznych. Mimo tego, że każdy czyn samobójczy jest aktem indywidualnym i swoistym, to w skali populacji, statystyki samobójstw wykazują istotne prawidłowości. Samobójstwa są jednym ze zjawisk, co do których mamy obfitość danych statystycznych. W wielu krajach statystyki prowadzone były od połowy XIX w., a w niektórych przypadkach od początku tego stulecia. Pozwala to na szczegółową analizę porównawczą (pomiędzy różnymi okresami, obszarami, kategoriami ludności), a także analizę długich procesów społecznych.
Przełomową pracą było opublikowane w 1897 Samobójstwo. Studium z socjologii Émila Durkheima, która stała się wzorem i punktem odniesienia dla licznych badań innych badaczy. Samobójstwo początkowo było przedmiotem sporu pomiędzy psychologią a socjologią, o to, która nauka oferuje lepsze wyjaśnienia tego zjawiska (psychologizm kontra socjologizm). Obecnie dominujące jest ujęcie psychospołeczne – wieloczynnikowa analiza uwzględniająca zarówno zmienne społeczne, jak i czynniki indywidualne. Czynniki społeczne manifestują się zawsze poprzez indywidualne czynniki psychologiczne, które są bezpośrednią przyczyną aktu samobójstwa.
W XIX w. wskaźnik samobójstw miał stałą tendencję wzrostową. Traktowano to często jako przykład negatywnych konsekwencji uprzemysłowienia, czy takich zjawisk jak sekularyzacja lub rosnący indywidualizm. W XX wieku poziom wskaźnika się ustabilizował i wykazuje większą stabilność niż śmiertelność i inne wskaźniki demograficzne. W wielu obszarach (Niemcy, Anglia, Walia, Węgry, kraje skandynawskie, Francja) wskaźnik samobójstw jest stabilny przez całe dziesięciolecia. W niektórych wskaźnik ten jest stabilny przez ponad stulecie (np. Saksonia, Brandenburgia, Turyngia). Znaczące zmiany wskaźnika samobójstw odnotowano w latach I i II wojny światowej, a ostatnio w okresie, w krajach bloku wschodniego w okresie transformacji ustrojowej (1985-1995), gdzie w przypadkach wskaźnik samobójstw spadł do 40%.
Główną tezą Durkheima, potwierdzoną (w ogólnej mierze) przez innych badaczy, jest to, że wskaźnik samobójstw jest skorelowany z integracją i regulacją społeczną (systemem norm społecznych). Zmiany we wskaźniku samobójstw wynikają więc z głębokich przemian społecznych. Industrializacja, wiążąc się z rozpadem tradycyjnych społeczności, wiązała się ze wzrostem liczby samobójstw. Czasy kryzysów (np. wojny), jeśli wiążą się z zacieśnieniem więzi społecznych, dają w efekcie spadek liczby samobójstw.

### Wskaźnik samobójstw
Około 0,5–1,4% osób umiera w wyniku samobójstwa. Zgodnie ze stanem na 2008/2009 na całym świecie samobójstwo było dziesiątą najczęstszą przyczyną śmierci stanowiąc przyczynę zgonu od ok. 800 000 do miliona osób rocznie, przez co współczynnik umieralności z tej przyczyny wynosił 11,6 na 100 000 osób rocznie. Wskaźnik samobójstw wzrósł o 60% od lat 60. XX wieku do 2012, przy czym wzrost ten jest szczególnie zauważalny w krajach rozwijających się. Przyjmuje się, że jedna na 10 do 40 prób samobójczych kończy się dokonaniem samobójstwa.
Wskaźnik samobójstw jest różny w zależności od państwa. W 2008 samobójstwo stanowiło następujący odsetek wszystkich zgonów: Afryka – 0,5%, Azja Południowo-Wschodnia – 1,9% Ameryki – 1,2% oraz Europa – 1,4%. Współczynnik umieralności na 100 tysięcy osób w przypadku samobójstw wynosił: Australia – 8,6, Kanada – 11,1, Chiny – 12,7, Indie – 23,2, Wielka Brytania – 7,6, USA – 11,4. W USA samobójstwo jest wymieniane jako dziesiąta najczęstsza przyczyna zgonu w 2009 , powodując śmierć 36 tysięcy osób w ciągu roku. Co więcej, ok. 650 tysięcy osób rocznie trafia na pogotowie w wyniku prób samobójczych. Wskaźnik samobójstw jest najwyższy na Litwie, w Japonii i na Węgrzech. Państwa o największej liczbie samobójstw to Chiny i Indie; popełnia się w nich ponad połowę wszystkich samobójstw. Samobójstwo jest piątą najczęstszą przyczyną zgonu w Chinach.
W Polsce w latach 1991–2013 popełnianych było średnio 4835 samobójstw każdego roku. W latach 1992–1998 śmierć zadawało sobie co roku średnio 5,5 tys. osób. W kolejnych latach do 2012 średnia wyniosła 4,4 tys. osób. W 2013 zarejestrowano jednak największą od początku lat 90. XX wieku liczbę tego typu zdarzeń – 6097.

### Płeć
brak danych
     < 1
     1–5
     5–5,8
     5,8–8,5
     8,5–12
     12–19
     19–22,5
     22,5–26
     26–29,5
     29,5–33
     33–36,5
     >36,5
W krajach zachodnich mężczyźni umierają na skutek samobójstwa cztery razy częściej niż kobiety. Różnica ta jest widoczna wyraźniej w grupie osób powyżej 65 roku życia, w której mężczyźni dziesięciokrotnie częściej popełniają samobójstwo niż kobiety. Chiny są państwem o najwyższym wskaźniku samobójstw wśród kobiet i są jedynym państwem, w którym kobiety popełniają je częściej niż mężczyźni (stosunek 0,9). We wschodniej części basenu Morza Śródziemnego wskaźnik samobójstw wśród kobiet i mężczyzn jest niemal równy. Największy wskaźnik samobójstw wśród kobiet odnotowano w Korei Południowej i wynosi on 22 osoby na 100 tysięcy, jest on jednak ogólnie wysoki w Azji Południowo-Wschodniej i zachodniej części Pacyfiku. W Polsce stosunek samobójstw mężczyzn do kobiet w latach 1991–2013 wynosił prawie 5:1, natomiast w 2018 zbliżył się do 7:1 (4471 samobójstw mężczyzn i 711 samobójstw kobiet), wykazując tendencję wzrostową.

### Wiek
W wielu państwach wskaźnik samobójstw jest najwyższy w grupie osób w średnim wieku lub wśród starszych osób. Całkowita liczba samobójstw jest jednak największa w grupie osób w wieku od 15 do 29 roku życia w porównaniu z całkowitą liczbą osób należących do grupy. W USA do największej liczby samobójstw dochodzi wśród białych mężczyzn w wieku powyżej 80 roku życia, mimo że młodsze osoby częściej decydują się na próbę samobójczą. Samobójstwo jest drugą najczęstszą przyczyną zgonu wśród młodzieży i młodych mężczyzn, zaraz po śmierci w wypadku. W przypadku młodych mężczyzn w krajach rozwiniętych samobójstwo jest przyczyną prawie 30% zgonów. W krajach rozwijających się wskaźnik jest podobny, ale stanowi mniejszą część wszystkich zgonów, w związku z tym, że dochodzi tam do większej liczby zgonów w wyniku innego rodzaju urazów. W przeciwieństwie do reszty świata, w Azji Południowo-Wschodniej do samobójstw dochodzi częściej wśród młodych, a nie starszych kobiet.

## Czynniki ryzyka
Czynniki zwiększające ryzyko samobójstwa obejmują zaburzenia psychiczne, uzależnienie od środków odurzających, stan psychiczny, spektrum autyzmu (ryzyko samobójstwa u takich osób wzrasta przeszło dziewięciokrotnie). niektóre normy kulturowe, problemy rodzinne i społeczne oraz uwarunkowania genetyczne. Zaburzenia psychiczne oraz uzależnienie od substancji odurzających często występują równocześnie. Inne czynniki ryzyka to wcześniejsze próby samobójcze, dostęp do środków umożliwiających popełnienie samobójstwa, samobójstwo w rodzinie lub urazowe uszkodzenie mózgu. Przykładowo wskaźnik samobójstw jest wyższy w gospodarstwach domowych, w których obecna była broń palna. Czynniki społeczno-gospodarcze, takie jak bezrobocie, ubóstwo, bezdomność oraz dyskryminacja, mogą być również przyczyną myśli samobójczych. Od 15 do 40% samobójców zostawia list samobójczy. Uwarunkowania genetyczne mogą być odpowiedzialne za 38–55% zachowań samobójczych. Weterani wojenni są w większym stopniu narażeni na samobójstwo w związku z tym, że cierpią często na zaburzenia psychiczne oraz problemy zdrowotne związane z wojną.

### Zaburzenia psychiczne
W zależności od różnych szacunków zaburzenia psychiczne towarzyszą samobójstwu w od 27% do ponad 90% przypadków. W Polsce według danych Komendy Głównej Policji w 2010 jedynie w 14% (765 na 5456 samobójstw, w tym 4087 dokonanych) udało się potwierdzić „chorobę psychiczną” (według terminologii KGP) jako przyczynę zamachu samobójczego.
U osób przyjętych na oddział opieki psychiatrycznej ryzyko popełnienia samobójstwa wynosi 8,6%. Połowa osób, które giną w rezultacie samobójstwa, cierpi na zaburzenia depresyjne. Obecność wspomnianych zaburzeń lub innych zaburzeń afektywnych, takich jak zaburzenia afektywne dwubiegunowe, zwiększa ryzyko popełnienia samobójstwa 20-krotnie. Inne powiązane zaburzenia to schizofrenia (14%), zaburzenie osobowości (14%) oraz zespół stresu pourazowego. Około 5% osób cierpiących na schizofrenię umiera w wyniku samobójstwa. Zaburzenia odżywiania są innym istotnym czynnikiem zwiększającym to ryzyko.
Wcześniejsze próby samobójcze są często najistotniejszą zapowiedzią popełnienia samobójstwa. Około 20% samobójców ma historię prób samobójczych, a 1% samobójstw następuje w ciągu roku od próby, podczas gdy 5% następuje po 10 latach. Mimo że samookaleczenie nie jest uważane za próbę samobójczą, to występowanie zachowań mających na celu wyrządzenie sobie krzywdy jest uważane za czynnik ryzyka.
W przypadku 80% popełnionych samobójstw osoba była badana przez lekarza w ciągu roku poprzedzającego zgon, a 45% w ciągu poprzedzającego miesiąca. Około 25–40% osób myślących o samobójstwie miało kontakt z pracownikami opieki psychiatrycznej w ciągu poprzedzającego roku.

### Zespół presuicydalny
Zespół presuicydalny (ang. pre-suicidal syndrome) to stan psychiczny bezpośrednio poprzedzający 80% prób popełnienia samobójstwa. Na stan ten składają się trzy główne, wzajemnie wzmacniające się komponenty (prekursory samobójstwa):
- zawężenia następujących obszarów funkcjonowania:
  - zawężenie dynamiczne (dominują negatywne uczucia i myśli, pesymizm, antycypowanie nieszczęść, lęk, niskie poczucie własnej wartości, poczucie bezradności, koncentracja na poniesionych stratach),
  - zawężenie sytuacyjne (niedostrzeganie możliwości zmiany swojej sytuacji, poczucie znalezienia się w sytuacji bez wyjścia, brak nadziei odbiera poczucie sensu i udaremnia podejmowanie konstruktywnych działań),
  - zawężenie systemu wartości (dewaluacja wcześniej cenionych wartości, rezygnacja z zainteresowań i z kontaktów z innymi),
  - zawężenie relacji interpersonalnych (wycofanie społeczne, osamotnienie, poczucie odrzucenia),
- kumulowanie się agresji i napięcia, które najpierw są powstrzymywane, a ostatecznie zostają zwrócone do wewnątrz tj. przeciwko samemu sobie, czego wyrazem może być samobójstwo,
- pojawienie się fantazji, w których samobójstwo jest postrzegane jako korzystne i pożądane rozwiązanie (myśli samobójczych).

Termin ten został stworzony w 1953 przez Erwina Ringela, austriackiego lekarza psychiatrę, neurologa, pioniera badań nad zapobieganiem samobójstwom. Swoją teorię Ringel sformułował w oparciu o badania około 700 osób, które przeżyły próbę samobójczą.
Zespołu presuicydalnego nie należy przypisywać jednemu określonemu zaburzeniu psychicznemu. Jest to stan, który może wystąpić w przebiegu wielu różnych zaburzeń psychicznych.
Zespół presuicydalny – jako stan bezpośredniego zagrożenia życia – wymaga bezzwłocznego udzielenia pomocy, objęcia dozorem celem udaremnienia ewentualnej próby samobójczej oraz jak najszybszego objęcia opieką medyczną.

### Stosowanie środków odurzających

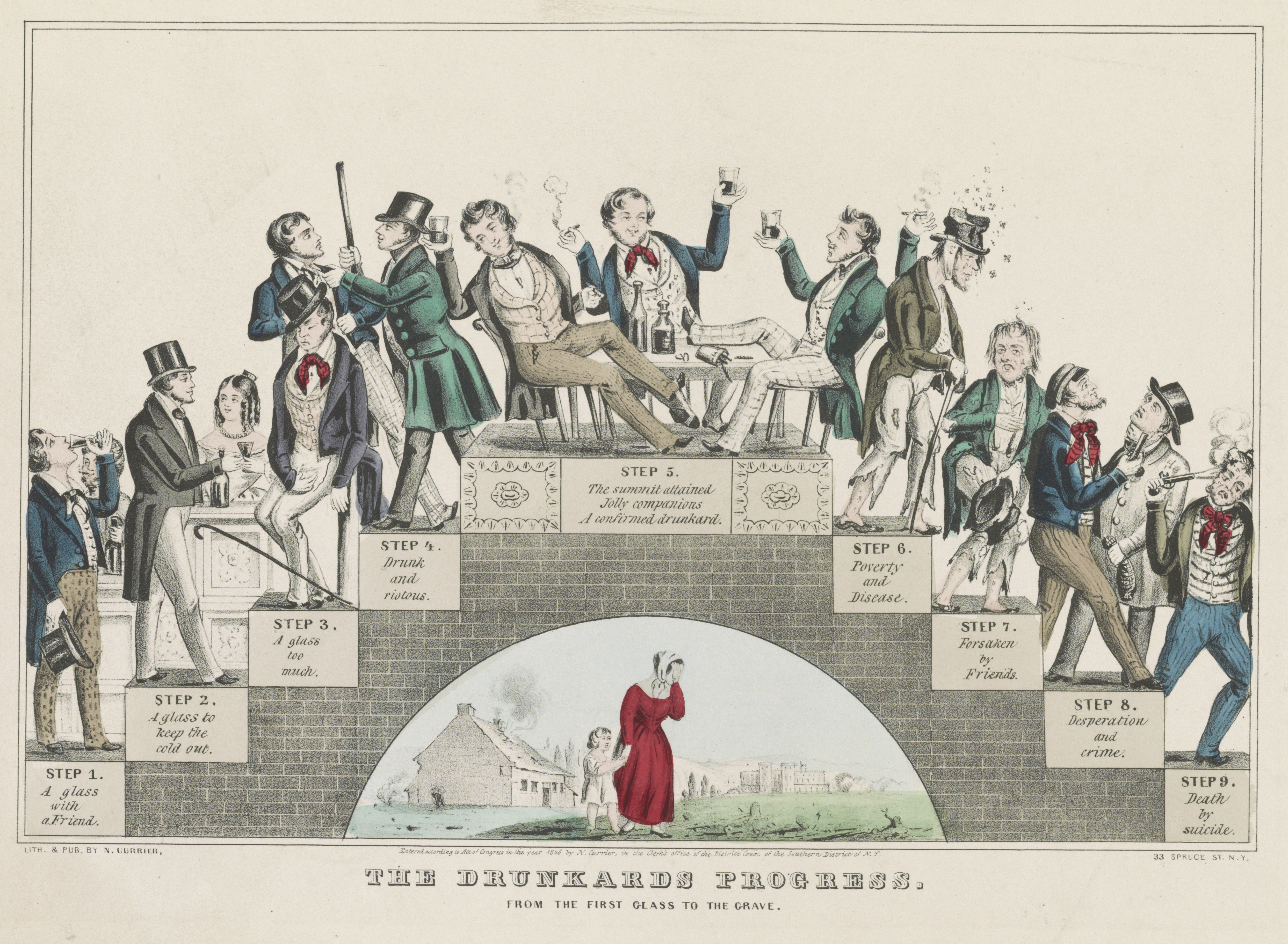
„Etapy pijackie” z 1846 obrazujące sposób, w jaki alkoholizm prowadzi do samobójstwa

Stosowanie substancji odurzających jest drugim w kolejności najczęściej spotykanym czynnikiem ryzyka samobójstwa, zaraz po zaburzeniach depresyjnych oraz zaburzeniu afektywnym dwubiegunowym. Nadużywanie środków odurzających oraz ostre zatrucie tymi środkami często wiążą się z myślami samobójczymi. W połączeniu z osobistym żalem, jak np. w przypadku żałoby, ryzyko wzrasta. Co więcej, nadużywanie środków odurzających wiąże się często z zaburzeniami psychicznymi.
Większość osób w chwili samobójstwa znajduje się pod wpływem środków o działaniu uspokajającym lub nasennym (takich jak alkohol lub benzodiazepiny), a w 15–61% przypadków stwierdza się alkoholizm. Państwa, w których odsetek osób spożywających alkohol jest większy, oraz z większą liczbą barów mają najczęściej również większy wskaźnik samobójstw, choć zależność ta dotyczy głównie mocnego alkoholu, a nie ogólnego spożycia alkoholu. 2,2–3,4% osób leczonych w związku z alkoholizmem umiera na skutek samobójstwa. Alkoholicy decydujący się na samobójstwo to zazwyczaj starsi mężczyźni z historią prób samobójczych. Od 3 do 35% zgonów wśród osób zażywających heroinę jest rezultatem samobójstwa (ok. 14-krotnie więcej niż w przypadku osób nie zażywających narkotyku).
Istnieje korelacja pomiędzy nadużywaniem kokainy i metamfetaminy a samobójstwami. W przypadku osób zażywających kokainę zagrożenie jest szczególnie wysokie w czasie abstynencji. Osoby przyjmujące wziewne środki odurzające są również w znacznym stopniu narażone na myśli samobójcze. W 20% wspomnianych przypadków dochodzi do próby samobójczej, a 60% osób rozważa samobójstwo. Palenie papierosów jest również wiązane z zagrożeniem samobójstwem. Brakuje dowodów świadczących o charakterze związku; jednak pojawiły się hipotezy, według których osoby predysponowane do palenia są również predysponowane do samobójstwa, ponieważ palenie jest przyczyną problemów zdrowotnych, które mogą być przyczyną podjęcia decyzji o zakończeniu życia. Palenie wpływa także na procesy chemiczne zachodzące w mózgu, wywołując jednocześnie skłonności samobójcze. Wydaje się jednak, że marihuana nie stanowi niezależnego czynnika zwiększającego ryzyko popełnienia samobójstwa.

### Problemy z hazardem
Osoby uzależnione od hazardu często miewają myśli samobójcze oraz częściej niż reszta populacji podejmują próbę samobójczą – od 12 do 24% patologicznych hazardzistów podejmuje próbę samobójczą. Wskaźnik samobójstw wśród żon hazardzistów jest trzykrotnie wyższy niż w przypadku pozostałych osób. Inne czynniki, które stanowią dodatkowe zagrożenie dla hazardzistów, to choroby psychiczne oraz uzależnienie od alkoholu i środków odurzających.

### Choroby
Istnieje związek pomiędzy samobójstwami a problemami w zakresie zdrowia, takimi jak: ból przewlekły, urazowe uszkodzenie mózgu, nowotwór, stosowanie hemodializ, zakażenie HIV, toczeń rumieniowaty układowy oraz inne. Zdiagnozowany nowotwór w przybliżeniu podwaja prawdopodobieństwo popełnienia samobójstwa. Podwyższone zagrożenie samobójstwem utrzymuje się po uwzględnieniu wpływu choroby wywołującej depresję oraz uzależnienia alkoholowego. U osób cierpiących na więcej niż jedną chorobę zagrożenie jest szczególnie wysokie. W Japonii główną przyczyną samobójstw są problemy zdrowotne.
Zaburzenia snu, takie jak bezsenność oraz zespół bezdechu śródsennego, są czynnikami ryzyka związanymi z depresją i samobójstwami. W niektórych przypadkach zaburzenia snu mogą być czynnikiem ryzyka niezależnym od depresji. Różne inne choroby mogą mieć objawy zbliżone do zaburzeń wpływających na nastrój: niedoczynność tarczycy, choroba Alzheimera, nowotwory ośrodkowego układu nerwowego, toczeń rumieniowaty układowy oraz efekty uboczne wielu leków (jak np. leki beta-adrenolityczne oraz steroidy).

### Stany psychospołeczne
Różne stany psychospołeczne mogą być przyczyną podwyższonego zagrożenia związanego z samobójstwem: poczucie beznadziejności, utrata przyjemności w życiu, depresja oraz lęk. Brak umiejętności w zakresie rozwiązywania problemów, utrata wcześniej posiadanych umiejętności oraz brak umiejętności panowania nad własnym zachowaniem są również ważnymi czynnikami. U starszych osób istotnym czynnikiem jest myślenie o sobie w kategorii ciężaru dla innych osób.
Przeżyty niedawno stres, np. utrata członka rodziny lub przyjaciela, utrata pracy lub izolacja społeczna (np. życie w samotności), również wpływają na podwyższone zagrożenie. Osoby, które nigdy nie były w związku małżeńskim, również są znacznie częściej narażone na myśli samobójcze. Religijna postawa pozwala obniżyć zagrożenie wynikające z samobójstwa. Ma to prawdopodobnie związek z tym, że wiele wyznań negatywnie odnosi się do samobójstwa, oraz z tym, że wyznawcy religii odczuwają specyficzną, wynikającą z niej więź. Szczególnie niski wskaźnik samobójstw jest wśród muzułmanów.
Niektóre osoby decydują się na samobójstwo, żeby uciec przed prześladowaniem lub uprzedzeniami. Molestowanie seksualne w dzieciństwie lub przebywanie pod opieką rodziny zastępczej są również czynnikami ryzyka. Molestowanie seksualne przyczynia się do ogólnego zagrożenia w 20%.
Wyjaśnienie ewolucyjne samobójstwa mówi, że pozwala ono zwiększyć dostosowanie łączne. Dochodzi do tego, gdy osoba popełniająca samobójstwo nie może już mieć dzieci, a zużywa zasoby swoich krewnych, aby utrzymać się przy życiu. Głosy sprzeciwu dotyczą tego, że śmierć zdrowego dorosłego nie zwiększa prawdopodobieństwa dostosowania łącznego. Adaptacja do znacznie innego środowiska może być równoznaczna z niedostosowaniem się do zmienionego środowiska potomków.
Ubóstwo jest również uważane za czynnik ryzyka samobójstwa. Rosnące ubóstwo relatywne w porównaniu z osobami żyjącymi dookoła zwiększa zagrożenie związane z samobójstwem. W latach 1997–2010 ponad 200 000 rolników w Indiach popełniło samobójstwo, częściowo z powodu zadłużenia. W Chinach do samobójstw na wsi dochodzi trzykrotnie częściej niż w miastach, co może mieć związek z problemami finansowymi w wybranych obszarach państwa.

### Środki masowego przekazu i efekt Wertera
Znaczącą rolę w odbieraniu sobie życia odgrywają środki masowego przekazu, włączając Internet. Sposób, w jaki pokazuje się w nich samobójstwo, może mieć negatywny wpływ, zwłaszcza jeżeli będzie ono przedstawiane w sposób intensywny, wyróżniający się oraz jeśli nada mu się wydźwięk romantyczny. Szczegółowy opis sposobu popełnienia samobójstwa może być przyczyną popularyzacji wybranej metody popełnienia samobójstwa.
Popularyzacja samobójstwa znana jest także jako efekt Wertera, nazwanego tak ze względu na protagonistę w napisanej przez Goethego powieści Cierpienia młodego Wertera, który popełnia samobójstwo. Ryzyko jest znacznie wyższe wśród nastolatków postrzegających samobójstwo w sposób romantyczny. Niektórzy badacze wskazują jednak, że dane są niejednoznaczne i nie wiadomo, czy efekt Wertera rzeczywiście występuje. W szczególności niejednoznaczne są dane dotyczące wpływu branży rozrywkowej. Przeciwieństwem efektu Wertera jest efekt Papageno, w ramach którego metody radzenia sobie z emocjami mogą mieć na wybraną osobę pozytywny wpływ. Nazwa pochodzi od postaci występującej w operze Mozarta Czarodziejski flet, która z obawy o utratę ukochanej osoby zamierza popełnić samobójstwo, jednak zostaje powstrzymana przez przyjaciela.
Wyniki badań potwierdzających korelację pomiędzy nagłośnieniem w mass mediach faktu popełnienia samobójstwa a wzrostem liczby popełnionych samobójstw opublikował socjolog David Philips w 1974 na Uniwersytecie Kalifornijskim w San Diego (wprowadzając przy tym termin efekt Wertera). Philips wyjaśniał efekt Wertera jako skrajny przykład działania jednostki zgodnie z regułą społecznego dowodu słuszności – fakt popełnienia samobójstwa np. przez sławną osobę jest wystarczającym powodem, aby niektórzy ludzie doszli do wniosku, iż odebranie sobie życia jest właściwą decyzją. Dalsze badania, przeprowadzone na podstawie statystyk popełnionych samobójstw od 1947 do 1968, wykazały, że nagłośniony publicznie fakt popełnienia samobójstwa wywołał serię następnych 58 podobnych samobójstw naśladowczych w czasie do 2 miesięcy po podaniu tej wiadomości, przy czym wzrost liczby samobójstw był tym większy, im więcej czasu poświęcano w mass mediach na opisywanie i informowanie o popełnionym czynie. Interesujący jest także fakt, że w przypadku nagłaśniania samobójstw, w których ginie więcej niż jedna osoba (np. wskutek morderstwa dokonanego przez samobójcę), wzrasta liczba podobnych wypadków. Grupą najbardziej podatną na naśladowanie nagłośnionego samobójstwa są nastolatkowie i osoby podobne do samobójcy.
W świetle badań Philipsa problemem etycznym pozostaje, czy środki masowego przekazu powinny w ogóle informować o samobójstwach, gdyż oprócz potencjalnych samobójców na odebranie sobie życia decydują się także osoby, które nigdy nie podjęłyby takiej decyzji. Analizy statystyczne wykazały, iż nagłaśnianie w środkach masowego przekazu faktu popełnienia samobójstwa prowadzi do stałej nadwyżki samobójstw, ponieważ po początkowym gwałtownym wzroście liczby samobójstw nie zauważa się później spadku liczby samobójstw poniżej stałego poziomu dla danej populacji, który powinien być obserwowany, gdyby pod wpływem wrzawy medialnej samobójstwo popełniali tylko potencjalni samobójcy. Końcowym efektem nieumiejętnej działalności informacyjnej mediów w tym zakresie jest trwały wzrost średniego poziomu popełnianych samobójstw dla danej populacji.
Wyniki powyższych badań spowodowały wydanie w 2003 przez Światową Organizację Zdrowia raportu: „Zapobieganie samobójstwom: Poradnik dla pracowników mediów”, w którym ostrzega się dziennikarzy przed skutkami informowania o samobójstwach. Światowa Organizacja Zdrowia wykazała w raporcie, iż niewłaściwe informowanie o samobójstwach przyczynia się do śmierci wielu młodych ludzi. W raporcie dowiedziono na podstawie badań naukowych, że istotnymi czynnikami wpływającymi na powstanie „efektu Wertera” są podawane publicznie w mediach: szczegóły dotyczące okoliczności samobójstwa, fotografie zmarłych, dokładne opisy powodów oraz samego aktu odebrania sobie życia, przypisywanie komuś winy oraz przede wszystkim ukazywanie samobójstwa w formie atrakcyjnej medialnie sensacji i metody rozwiązywania problemów. Gdy środki masowego przekazu postępują zgodnie z odpowiednimi procedurami, zagrożenie związane z samobójstwami może zostać obniżone. Długoterminowe nawiązanie współpracy ze środkami masowego przekazu może być trudnym przedsięwzięciem.

### Aresztowanie i osadzenie w zakładzie karnym
Samobójstwo osób tymczasowo aresztowanych i skazanych na karę pozbawienia wolności w aresztach śledczych i zakładach karnych jest jedną z najczęstszych przyczyn zgonów wśród osób osadzonych. Wskaźnik samobójstw u osób przebywających w aresztach śledczych jest dziesięciokrotnie, a w przypadku zakładów karnych trzykrotnie wyższy niż u osób przebywających na wolności. Pod względem płci więcej samobójstw popełniają mężczyźni, co ma związek z tym, iż stanowią oni większość wśród osadzonych. Kobiety tymczasowo aresztowane lub skazane na karę pozbawienia wolności podejmują nieudane próby samobójcze pięciokrotnie częściej, niż kobiety na wolności oraz dwukrotnie częściej, niż osadzeni mężczyźni o analogicznych cechach. Do grupy wysokiego ryzyka należą młodociani umieszczeni w zakładach karnych dla dorosłych.
Osoby tymczasowo aresztowane przed procesem sądowym, które popełniają samobójstwo, to najczęściej nieżonaci mężczyźni w przedziale wiekowym 20–25 lat. Jest to pierwszy konflikt z prawem dla takiej osoby i ma on najczęściej związek z substancjami psychoaktywnymi (na dodatek osoby takie w chwili aresztowania są pod wpływem owych substancji). Samobójstwo jest popełniane najczęściej w ciągu pierwszej doby od zatrzymania. Z kolei osoby skazane, które popełniają samobójstwo, to najczęściej mężczyźni w przedziale wiekowym 30–35 lat. Zostali oni skazani za przestępstwo z użyciem przemocy. Samobójstwo jest popełniane najczęściej po 4–5 latach pozbawienia wolności i ma związek z konfliktami ze współwięźniami lub funkcjonariuszami służby więziennej, rodzinnymi albo negatywnym postanowieniem sądu dotyczącym np. odrzucenia apelacji czy też odmowy zwolnienia warunkowego.
Wspólnymi cechami dla samobójstw wśród osadzonych jest przebywanie osadzonego w izolatce lub pojedynczej celi oraz popełnianie czynu w momencie, gdy personel aresztu/zakładu jest najmniej liczny (noc, weekend).
Zachowania samobójcze u osób osadzonych mogą mieć związek z próbą manipulacji mającą na celu zdobycie maksymalnej kontroli nad otoczeniem, w jakim się znajdują. Kontrola taka może umożliwić ucieczkę lub zagrozić zdrowiu i życiu funkcjonariuszy służby więziennej, jak i współwięźniów. Innym motywem może być możliwość znalezienia się w mniej restrykcyjnych warunkach i pod mniejszą kontrolą (np. w szpitalu), co wykorzystywane jest przez osoby niechcące lub niepotrafiące przystosować się do warunków panujących w aresztach śledczych i zakładach karnych. Wśród kobiet występowanie samookaleczenia ma głównie związek z reakcją na stres. Niekiedy zachowania samobójcze mające być próbą manipulacji otoczenia doprowadzają w istocie do niezamierzonej śmierci.

## Sposoby
Sposoby popełnienia samobójstwa są różne w poszczególnych państwach i okresach historycznych. Do najczęściej spotykanych należą powieszenie się, zatrucie oraz wykorzystanie broni palnej. Wybór metody wynika częściowo z różnej dostępności środków. Badanie przeprowadzone w 56 państwach wykazało, że powieszenie się jest najpopularniejszym sposobem popełnienia samobójstwa w większości państw i jest wybierane przez 53% mężczyzn i 39% kobiet.
Na całym świecie 30% samobójstw dokonywanych jest przy użyciu trucizn, zwłaszcza pestycydów. Udział samobójstw z ich udziałem waha się od 4% w Europie do ponad 50% w rejonie Pacyfiku. Zatrucie pestycydami jest częste w Ameryce Łacińskiej, co wynika z powszechnego dostępu do tych środków wśród ludności zajmującej się rolnictwem. W wielu państwach 60% samobójstw wśród kobiet i 30% samobójstw wśród mężczyzn dokonuje się poprzez przedawkowanie leków. Wiele przypadków przedawkowania jest nieplanowanych i występuje w okresie nasilonej ambiwalencji emocjonalnej. Odsetek zgonów w zależności od sposobu popełnienia samobójstwa jest różny: dla broni palnej 80–90%, dla utonięcia 65–80%, dla powieszenia się 60–85%, dla otrucia spalinami samochodowymi 40–60%, dla skoku z wysokości 35–60%, dla zaczadzenia 40–50%, dla zatrucia pestycydami 6–75%, a dla przedawkowania leków 1,5–4%. Najczęstsze sposoby popełnienia samobójstwa nie pokrywają się z najskuteczniejszymi, w wyniku czego 85% prób samobójczych w krajach rozwiniętych wiąże się z przedawkowaniem leków.
W USA 92,3% samobójstw wiąże się z użyciem trzech najczęstszych metod: broni palnej, powieszenia i zatrucia. W Szwajcarii, gdzie prawie każdy posiada broń palną, najwięcej samobójstw dokonywanych jest przez powieszenie się. Samobójstwo poprzez skok jest częste w Hongkongu oraz Singapurze i stanowi przyczynę odpowiednio 50% i 80% samobójstw. Najczęstszym sposobem popełnienia samobójstwa w Chinach jest spożycie pestycydów. W Japonii nadal spotyka się tradycyjną formę samobójstwa poprzez seppuku, jednak najpowszechniejszym sposobem jest powieszenie się.
Jedną z metod samobójstwa jest samobójstwo pośrednie – (ang.) suicide by proxy (samobójstwo przez pełnomocnika), suicide by cop (samobójstwo przez policję). Zostało opisane jako każdy incydent, w którym samobójca powoduje, że jego śmierć ma zostać przeprowadzona przez inną osobę. W USA zanotowano incydenty polegające na markowaniu przez samobójców użycia broni przeciwko uzbrojonemu funkcjonariuszowi (prawdziwej lub atrapy – zabawki, gazowej, pistoletu startowego) w celu sprowokowania go do zabicia samobójcy.

## Patofizjologia
Uważa się, że samobójstwo jest wynikiem wzajemnego oddziaływania czynników społecznych, środowiskowych, psychicznych oraz biologicznych (patofizjologicznych). Dowiedziono, że niski poziom neurotroficznego czynnika pochodzenia mózgowego (BDNF) jest bezpośrednio związany z samobójstwem (a także z depresją, zaburzeniami pourazowymi, schizofrenią oraz zaburzeniami obsesyjno-kompulsyjnymi). Sekcje zwłok wykazały u samobójców obniżenie poziomu BDNF w hipokampie i korze przedczołowej – dotyczyło zarówno samobójców bez diagnozy zaburzeń psychicznych, jak i cierpiących na zaburzenia psychiczne. Uważa się, że poziom serotoniny, neuroprzekaźnika występującego w mózgu, jest niski u samobójców. Opiera się to częściowo na odkryciu podwyższonych poziomów receptorów 5-HT2A stwierdzonych po śmierci. Ponadto, na niski poziom serotoniny w mózgu samobójców wskazuje obniżony poziomu kwasu 5-hydroksyindolooctowego (który jest produktem rozpadu serotoniny) w płynie mózgowo-rdzeniowym. W zachowaniach samobójczych ważną rolę odgrywa także oś hormonalna podwzgórze-przysadka-nadnercza. Potwierdzeniem tego jest wysoki poziom kortyzolu w płynie mózgowo-rdzeniowym samobójców. Przeszkodą dla szybkiego rozwoju badań nad procesami patofizjologicznymi związanymi z samobójstwem są znaczne trudności metodologiczne. Przyjmuje się, że dalsze badania epigenetyczne (dotyczące zmian w ekspresji genów pod wpływem czynników środowiskowych, które nie zmieniają kodu DNA) mogą pozwolić poszerzyć wiedzę dotyczącą procesów patofizjologicznych związanych z zagrożeniem samobójczym.

## Metody zapobiegawcze

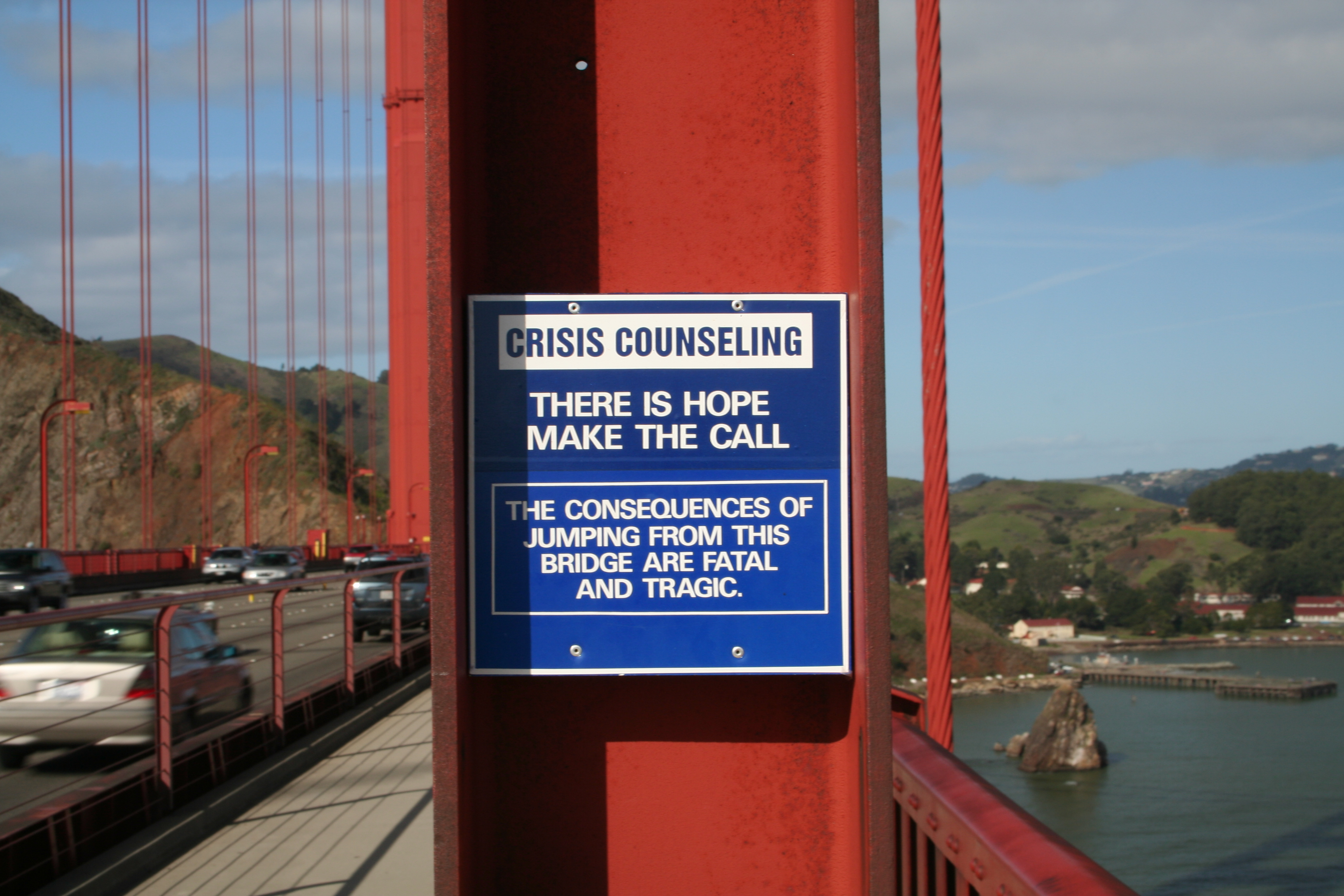
Tabliczka umieszczona na moście Golden Gate zachęcająca do skorzystania z telefonu zaufania dla osób myślących o samobójstwie.

Zapobieganie samobójstwom (prewencja samobójstw) oznacza działania, których celem jest niedopuszczanie do występowania samobójstw, polegające na identyfikowaniu i redukowaniu czynników prowadzących do samobójstw. Kluczowe znaczenie zapobiegawcze mają działania na rzecz poprawy stanu zdrowia psychicznego populacji, które obejmują upowszechnianie dostępu do świadczeń zdrowotnych, w tym opieki psychiatrycznej, psychoterapeutycznych metod leczenia, kompleksowej opieki środowiskowej i lecznictwa odwykowego. Działania te pozwalają na objęcie skutecznym leczeniem osób cierpiących z powodu depresji, choroby afektywnej dwubiegunowej, schizofrenii, uzależnienia od alkoholu oraz środków odurzających lub innych zaburzeń psychicznych, a zwłaszcza tych osób, które już wcześniej podjęły próbę samobójczą lub inne działania autoagresywne. Znaczenie zapobiegawcze mają także działania na rzecz przyjaznych warunków pracy i warunków bytowych, opieka socjalna, działania zmierzające do wzmacniania i poprawy relacji rodzinnych, więzi społecznych, przeciwdziałanie dyskryminacji, upowszechnianie wiedzy na tematy zdrowia psychicznego i jego ochrony. Rolę zapobiegawczą pełni także zmniejszenie dostępności środków samobójczych, jak np. dostępu do broni palnej oraz substancji toksycznych i odurzających, w tym alkoholu. Inne środki zapobiegawcze obejmują zmniejszenie dostępu do węgla drzewnego oraz montowanie barierek na mostach i peronach metra. Choć telefony zaufania są środkiem powszechnie stosowanym, dotychczas nie potwierdzono empirycznie ich skuteczności.

### Badania przesiewowe
Brakuje danych dotyczących skuteczności badań przesiewowych ludności na ostateczny wskaźnik samobójstw. W związku z wysokim odsetkiem osób, których wynik jest pozytywny, a które nie są zagrożone samobójstwem, pojawiają się zastrzeżenia, że działania przesiewowe mogą prowadzić do nadmiernego wykorzystania zasobów ochrony zdrowia psychicznego. Zalecana jest jednak ocena osób zagrożonych. Wydaje się, że zapytanie o myśli samobójcze nie zwiększa zagrożenia.

### Leczenie zaburzeń psychicznych
W przypadku osób cierpiących na zaburzenia psychiczne różne rodzaje terapii mogą pomóc zmniejszyć zagrożenie związane z samobójstwem. Osoby w aktywny sposób próbujące popełnić samobójstwo mogą zostać przyjęte do ośrodka psychiatrycznego, dobrowolnie lub nie. Przedmioty stanowiące zagrożenie są zazwyczaj rekwirowane. Niektórzy klinicyści nakłaniają pacjentów do podpisania umowy zapobiegającej samobójstwu, w ramach której pacjent stwierdza, że nie będzie próbował się zranić po wypisaniu. Nie udowodniono jednak skuteczności takiego działania. Jeżeli osoba nie jest szczególnie zagrożona, możliwe jest prowadzenie terapii psychicznej ambulatoryjnie. W przypadku osób o osobowości chwiejnej emocjonalnie typu borderline, które zazwyczaj miewają myśli samobójcze krótkoterminowa hospitalizacja nie jest skuteczniejszą metodą niż opieka w ramach społeczności.
Przedstawiono niepotwierdzone dowody świadczące o tym, że psychoterapia, zwłaszcza dialektyczna terapia behawioralna, pozwala zmniejszyć zagrożenie samobójstwem u młodzieży oraz u osób o osobowości chwiejnej typu borderline. Nie znaleziono jednak jednoznacznych dowodów na zmniejszenie liczby popełnianych samobójstw.

### Ryzyko samobójcze a stosowanie leków przeciwdepresyjnych
Tzw. leki przeciwdepresyjne są niejednolitą grupą substancji o zróżnicowanej budowie chemicznej, mechanizmach działania i wpływie na organizm. Ponadto, reakcje na ten sam lek przeciwdepresyjny mogą być znacząco odmienne u różnych pacjentów (osobnicza zmienność w odpowiedzi na lek). Szacuje się, że zastosowanie leku przeciwdepresyjnego przynosi istotną poprawę u ok. 50–70% pacjentów leczonych z powodu depresji. U blisko połowy z pozostałych, zmiana leku również przynosi poprawę. Leki z tej grupy znajdują zastosowanie nie tylko w leczeniu zaburzeń depresyjnych, lecz także zaburzeniach lękowo-depresyjnych, zaburzeniach obsesyjno-kompulsyjnych, zaburzeniach lękowych uogólnionych, agorafobii, fobii społecznej, zaburzeniach adaptacyjnych, zaburzeniach stresu pourazowego, zaburzeniach jedzenia i innych. Korzystny wpływ tych leków na nastrój pacjentów (i część innych aspektów funkcjonowania) zwykle ujawnia się po upływie 10–28 dni ich systematycznego stosowania. Natomiast nieco wcześniej dochodzi do poprawy w zakresie napędu psychomotorycznego, co subiektywnie wyraża się w poczuciu dysponowania większym zasobem energii czy też większymi chęciami do podejmowania aktywności. Z kolei działania niepożądane, jeżeli wystąpią, zwykle obserwowane są w ciągu pierwszych kilku dni od rozpoczęcia terapii. Mają one najczęściej łagodny charakter (np. przemijająca utrata łaknienia, nudności], biegunka, bóle głowy). Jednakże u niewielkiej części pacjentów dochodzi do nasilenia niepokoju, pobudzenia lub akatyzji. Wymienione sytuacje wzmożenia napędu lub pobudzenia, które poprzedzają poprawę w zakresie nastroju, mogą przejściowo nasilać myśli lub tendencje samobójcze (ulotki informacyjne znajdujące się w opakowaniach z lekami przeciwdepresyjnymi zwykle zawierają skróconą informację na ten temat). W takich przypadkach kontakt z lekarzem i odpowiednie zmodyfikowanie leczenia zwykle pozwalają na usunięcie lub zredukowanie działań niepożądanych. Ryzyko opisanych komplikacji uwydatnia znaczenie odpowiedniej współpracy pacjent-lekarz w zakresie stosowanej farmakoterapii – szczególnie u pacjentów, u których wyjściowo obecne są myśli samobójcze.
Przeważająca część badań wskazuje, że stosowanie leków przeciwdepresyjnych, zwłaszcza z grupy selektywnych inhibitorów wychwytu zwrotnego serotoniny, w leczeniu depresji jednobiegunowej prowadzi w dłuższej perspektywie do redukcji myśli samobójczych oraz zachowań samobójczych. Przyjmuje się, że efekt ten uzyskiwany jest za pośrednictwem ich korzystnego wpływu na objawy depresji jednobiegunowej. Niemniej jednak, badania nad bezpieczeństwem stosowania leków przeciwdepresyjnych wciąż są prowadzone, przy czym wyniki części z nich wzbudzają kontrowersje.

## Instytucje oferujące wsparcie lub terapię
W przypadku występowania myśli samobójczych, szczególnie tych którym towarzyszą tendencje do ich realizacji (zagrożenie samobójcze), następujące instytucje oferują profesjonalną pomoc:
- ośrodki interwencji kryzysowej,
- pogotowie ratunkowe,
- szpitalne oddziały ratunkowe,
- szpitalne izby przyjęć,
- poradnie zdrowia psychicznego,
- gabinety psychiatryczne, psychoterapeutyczne i psychologiczne,
- ośrodki całodobowej opieki zdrowotnej,
- ośrodki podstawowej opieki zdrowotnej,
- telefony zaufania,
- portale internetowe oferujące informacje i wsparcie,
- grupy wsparcia (o profilu zależnym od podłoża tendencji samobójczych).

Od 7 czerwca 2021 działa w Polsce internetowa platforma edukacyjno-profilaktyczna Życie warte jest rozmowy, powstała we współpracy z Polskim Towarzystwem Suicydologicznym.

## Historia

### Historia pojęcia
Odrębne słowo na oznaczenie samobójstwa pojawiło się dopiero w czasach nowożytnych. Wcześniej używano wyrażeń opisowych lub ogólnych słów oznaczających zabójstwo, co mogło być źródłem nieporozumień.
Łacińska nazwa suicidium (od sui caedere, „zabić się”) jest notowana w 1177. Jest to jednak użycie incydentalne i pojęcie nie weszło do szerszego użytku. Od łacińskiego słowa pochodzi angielskie suicide, a także niektóre przymiotniki w języku polskim (np. zespół presuicydalny).
Angielskie suicide notowane jest w 1634. Słowo to nadal było szerzej nieznane i było używane zamiennie z bardziej opisowymi self-slaughter, self-killing, czy self-destruction.
Polskie samobójstwo odnotowane jest dopiero w latach 70. XVIII w. Słownik Lindego odnotowuje też inne formy: siebiebójstwo, siebiebój, samokatca.
Brak odrębnego słowa w epoce nowożytnej na oznaczenie samobójstwa jest dla wielu badaczy zastanawiający. Wskazują oni, że może być to oznaką istnienia kulturowego tabu – niechęci mówienia o samobójstwie, być może umotywowanej religijnie, a także braku zrozumienia odrębności zjawiska.

### Stosunek do samobójstwa

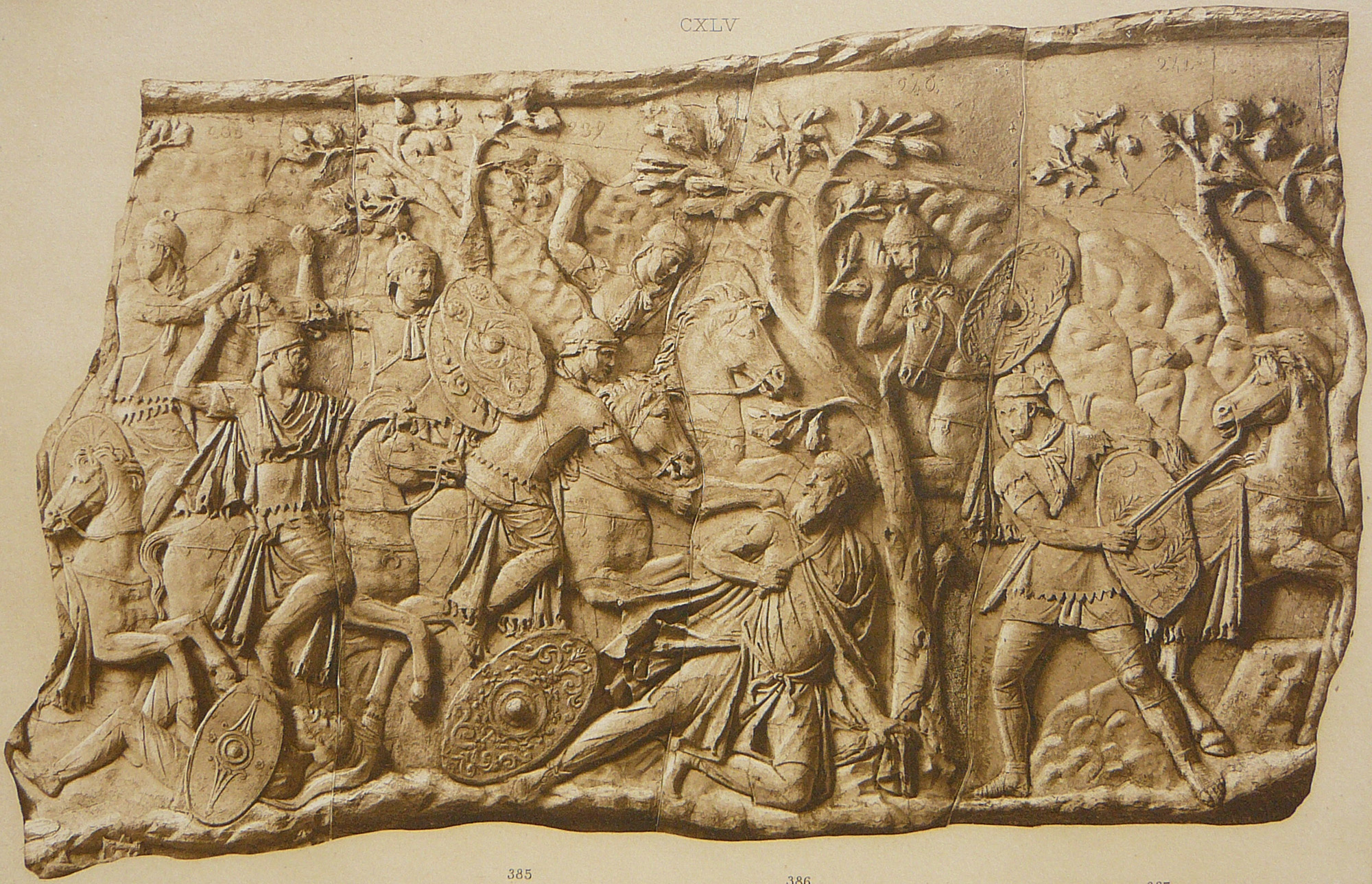
Samobójstwo Decebala z Kolumny Trajana

Poglądy na samobójstwo i sposób traktowania samobójców podlegały przemianom w toku historii. Na Zachodzie, w starożytności stosunek do samobójstwa był niejednoznaczny. Początkowo samobójstwo rozpatrywane było w kategoriach religijnych, moralnych bądź jako zjawisko patologiczne. Często było traktowane jako wynik choroby psychicznej czy interwencji sił naddnaturalnych. W starożytnych Atenach osoba popełniająca samobójstwo bez zgody państwa nie mogła liczyć na normalny pogrzeb. Samobójca był chowany samotnie poza miastem, bez mogiły ani nagrobka. W starożytnej Grecji oraz Rzymie samobójstwo było uważane za dopuszczalną metodę radzenia sobie z porażką militarną. Kiedy w antycznym Rzymie niewolnicy zaczęli ponosić śmierć z własnej ręki, zostało uznane za przestępstwo, z powodów ekonomicznych.
Zasadniczą zmianę w stosunku do samobójstwa wniosło chrześcijaństwo. W doktrynie chrześcijańskiej (Biblia, Augustyn z Hippony, Tomasz z Akwinu) samobójstwo było jednoznacznie potępiane. Chrześcijaństwo jako dominująca religia, wyznaczyło także opinie społeczne i kształt instytucji prawnych. Przez wiele stuleci, samobójstwo było aktem jednoznacznie potępianym: przez prawo, społeczeństwo, religię (zarówno katolicyzm, jak i protestantyzm) i filozofię. Chrześcijanie, którzy zdecydowali się na próbę samobójczą, byli ekskomunikowani, a osoby, które zmarły w wyniku samobójstwa, były chowane poza poświęconym cmentarzem. Samobójstwo (zarówno udane, jak i niedoszłe) było karane prawem. Zgodnie z ordonansem o postępowaniu karnym Ludwika XIV (1670) ciało samobójcy było przeciągane po ulicach, twarzą do ziemi, lub wyrzucane na stos śmieci. Mienie samobójcy było konfiskowane.
Pierwszą szerszą argumentację broniącą samobójstwa przedstawił John Donne w teologiczno-prawniczej pracy Biathanatos (1607). Szersza zmiana w opinii na temat samobójstwa zaczęła zachodzić dopiero w kolejnym stuleciu. W oświeceniu zaczęto odchodzić od jego oceny religijnej, jako grzechu przeciwko Bogu, a zaczęto je postrzegać w kategoriach świeckich i naukowych. Rozwój prasy upowszechnił wiedzę o skali zjawiska samobójstwa. Stopniowo zaczęto postrzegać samobójstwo jako zjawisko masowe, a nie wyjątkowe. Doniesienia prasowe na temat poszczególnych samobójstw, stopniowo zmieniały też nastawienie opinii publicznej, która zaczęła postrzegać w samobójcach osoby, które należy zrozumieć i współczuć im. Spowodowało to większe zróżnicowanie w ocenach etycznych samobójstwa, a także odejście od jego kryminalizacji. Dużą rolę w zmianie nastawienia miała literatura, m.in. dzieła Rousseau, Goethego i Flauberta, prezentujące idealizowany obraz samobójstwa, jako tragedii jednostki odrzuconej przez społeczeństwo czy dotkniętej nieszczęśliwą miłością.
W XIX wieku samobójstwo stało się przedmiotem badań naukowych. W wielu krajach zaczęto zbierać szczegółowe dane statystyczne na temat samobójstw. Samobójstwo stało się przedmiotem zainteresowania psychologii, a na przełomie XIX i XX w. za sprawą Durkheima również socjologii. Rosnące w XIX wieku statystyki samobójstw były przez wielu traktowane jako przejaw postępującego upadku społeczeństw zachodnich. Samobójstwo zaczęto postrzegać jako problem społeczny, a dążenie do zmniejszania skali tego zjawiska stało się przedmiotem zainteresowania polityki społecznej państw.

## Filozofia
Samobójstwo od czasów najdawniejszych jest istotnym problemem etycznym. Stanowi też przedmiot rozważań antropologii filozoficznej. Stanowiska filozoficzne na temat samobójstwa dużo czerpią z tradycji religijnych (filozofia zachodnia z tradycji judeochrześcijańskiej). Współcześnie na dyskusje filozoficzne ogromny wpływ mają odkrycia naukowe.
Podstawowym problemem etycznym, jest pytanie o warunki, w których samobójstwo może być uzasadnione moralnie. Bardziej szczegółowymi kwestiami jest rola innych osób (czy mogą pomagać przy samobójstwie, czy powinny powstrzymywać samobójcę), rola państwa (penalizacja samobójstwa lub dążenie do przeciwdziałania samobójstwu) i pytanie, czy samobójstwo może być aktem racjonalnym.
Współcześnie, ważnym obszarem sporów bioetycznych jest eutanazja. Spory te w dużej mierze czerpią z dyskusji dotyczących samobójstwa, są jednak odrębnym obszarem problemowym. Innymi współcześnie dyskutowanymi problemami na temat samobójstwa jest prawo do samobójstwa, a także kwestie epistemologiczne (co to znaczy dobrze poinformowana wola jednostki, czy nie wiedząc, czym jest śmierć, można podjąć racjonalną decyzję o zakończeniu życia).

### Argumenty deontologiczne
Etyki deontologiczne dokonują oceny etycznej samobójstwa na podstawie istniejących norm i zasad moralnych. Wiele etyk religijnych (w szczególności etyka chrześcijańska) zakazuje samobójstwa na podstawie przykazań danej religii. W chrześcijaństwie wpływowe argumenty przeciwko samobójstwu sformułowali Augustyn z Hippony i Tomasz z Akwinu. Augustyn wskazywał, że samobójstwo jest odrzuceniem Boskiego daru życia i jest sprzeczne z wolą Boga. Akwinata oparł sprzeciw wobec samobójstwa na pojęciu naturalności. Samobójstwo jest jego zdaniem nienaturalne (a tym samym stanowi grzech ciężki), gdyż jest sprzeczne z dążeniem każdej istoty do samozachowania. Wywodzący się ze stanowiska religijnego argument odwołujący się do świętości życia ludzkiego jest obecny w dyskusjach etycznych do dziś, również w pismach autorów świeckich (np. Ronald Dworkin). Świeckie argumenty przeciwko samobójstwu sformułował m.in. Immanuel Kant, opierając się na imperatywie kategorycznym. Stanowisko Kanta uznawane jest niekiedy za jedyne świeckie stanowisko etyczne, z dobrze uzasadnionym etycznym potępieniem samobójstwa.
Istnieją również stanowiska deontologiczne wskazujące, że samobójstwo może być dopuszczalne, a w niektórych przypadkach nawet zalecane. Stanowiska te odwołują się najczęściej do zasady autonomii moralnej podmiotu, dając jej pierwszeństwo, jeśli akt samobójstwa był zgodny z poinformowaną wolą jednostki i nie wiąże się ze szkodą innych. Argumenty na rzecz takiej oceny samobójstwa przedstawili Seneka Młodszy, Artur Schopenhauer, Jean-Jacques Rousseau (ustami St. Preuxa – postaci z Nowej Heloizy) i Madame de Staël (która jednak zmieniła później swoją ocenę samobójstwa). Ze stanowiska deontologicznego wyrastają również współczesne koncepcje wskazujące na istnienie podstawowego prawa jednostki do samobójstwa (wyrażone m.in. przez Schopenhauera i Friedricha Nietzschego).

### Argumenty konsekwencjonalistyczne
Etyki konsekwencjalistyczne w swojej ocenie etycznej biorą pod uwagę konsekwencje, jakie dla jednostki i dla jej otoczenia niesie samobójstwo. Konsekwencjalistyczna argumentacja religijna (np. w chrześcijaństwie) wskazuje, że ten grzech ciężki niesie ze sobą wieczne potępienie samobójcy. W filozofii politycznej czy argumentacji prawniczej wskazywano często, że samobójstwo jest obrazą przeciwko władcy, państwu, czy społeczeństwu (Arystoteles, William Blackstone). Wskazywano również na negatywne konsekwencje (prawne, psychologiczne, społeczne), jakie ma samobójstwo dla osób najbliższych. Z kolei stoicy argumentowali za samobójstwem, jeśli mogło przynieść dobre konsekwencje (np. podniesienie cnót publicznych, obrona wolności i innych wartości). Utylitarna ocena samobójstwa zależy od kalkulacji różnych wartości (np. bólu, który zostaje przerwany i ewentualnych korzyści dla najbliższych). Jak wskazywał David Hume, podejmując polemikę z religijnymi i świeckimi argumentami potępiającymi samobójstwo, życie jednostki może być tak pełne cierpienia i trudu, że jego trwanie może być gorsze dla jednostki niż śmierć.

### Etyka cnót
Mniej rozwinięta jest refleksja nad samobójstwem w ramach etyki cnót. Etycy argumentujący przeciwko samobójstwu, wskazywali, że jest to forma tchórzostwa, ucieczki przed problemami czy cierpieniem (Arystoteles, Augustyn z Hippony, Tomasz z Akwinu, Madame de Staël w późniejszym okresie). Aretaiczni obrońcy samobójstwa (w szczególności stoicy) wskazywali z kolei, że samobójstwo jest aktem odwagi i afirmacją osobistej wolności. Dla starożytnych cyników (np. Peregrinosa Proteusa) samobójstwo wiązało się z praktykowaniem cnoty apatii: pogardy wobec śmierci i nieczułości na cierpienie.

### Antropologia filozoficzna
Samobójstwo stanowi jeden z centralnych motywów egzystencjalizmu, który traktuje je jako akt wyrażający istotę ludzkiej kondycji. W świecie, w którym człowiek jest jedynym źródłem sensu, odebranie sobie życia jest najbardziej radykalnym aktem, na który człowiek może się zdobyć. Najbardziej wpływową analizą samobójstwa jest Mit Syzyfa Alberta Camusa . W pierwszym zdaniu eseju Camus deklaruje „Jest tylko jeden problem filozoficzny prawdziwie poważny: samobójstwo”. Camus, wskazując na brak ostatecznego celu i absurdalność życia ludzkiego i świata, opisuje samobójstwo jako akt ucieczki. Pod tym słowem rozumie zarówno odebranie sobie życia fizycznego, jak i „samobójstwo filozoficzne” – intelektualną ucieczkę przed absurdem w ułudy metafizyki, religii czy nauki. Samobójstwo nie jest jednak rozwiązaniem. Camus przywołuje postać Syzyfa, czyniąc z jego bezowocnego, lecz heroicznego trudu metaforę losu człowieka . Odrębną egzystencjalną analizę samobójstwa przedstawił także Jean-Paul Sartre.

## Społeczeństwo i kultura

### Regulacje prawne

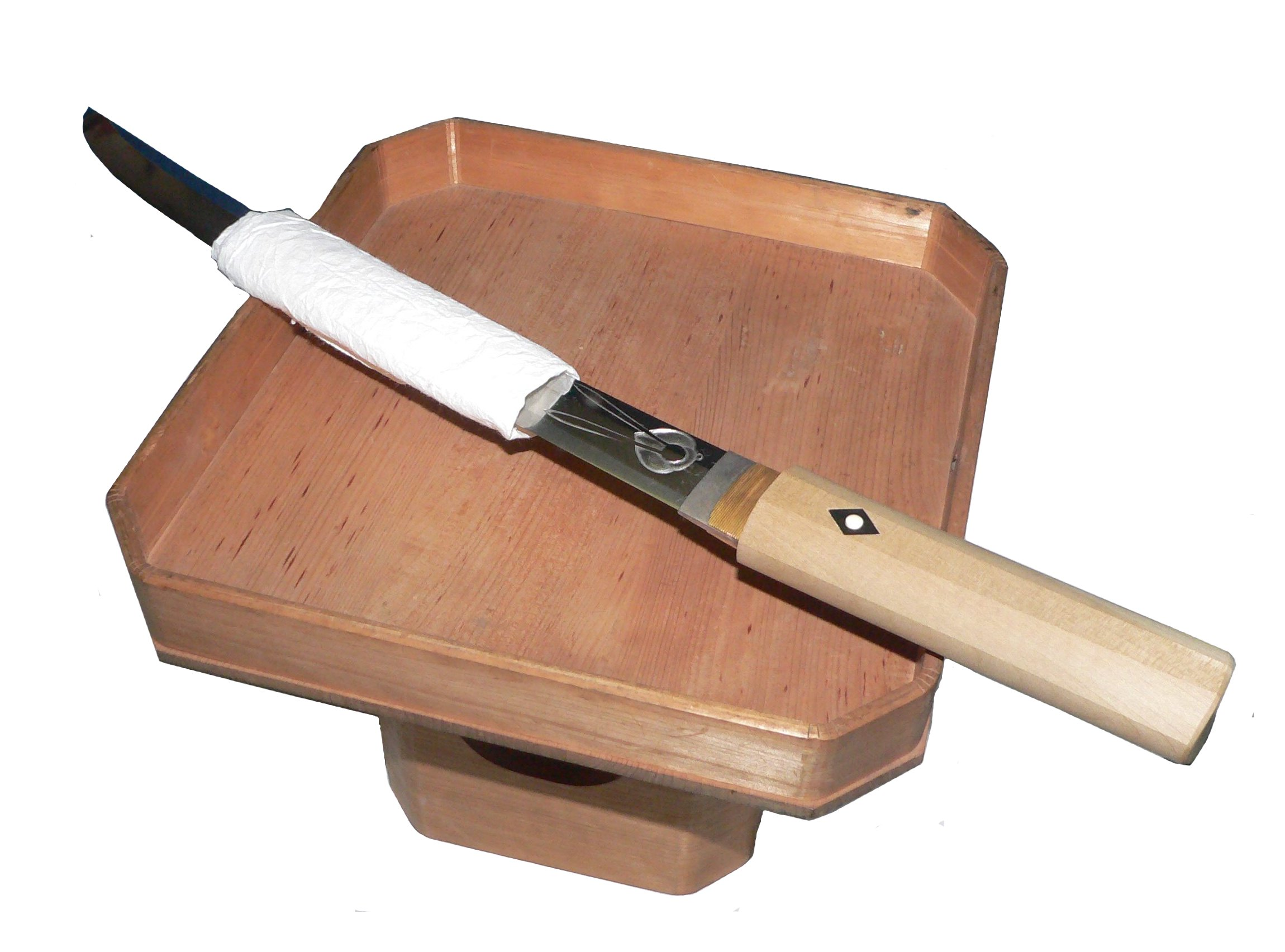
Sztylet tantō przygotowany do seppuku.

W większości zachodnich państw samobójstwo nie jest już przestępstwem, jednak było nim od okresu średniowiecza do początku XIX w. W wielu państwach muzułmańskich samobójstwo stanowi przestępstwo.
W Australii doradzanie, podżeganie lub pomoc w samobójstwie innej osoby stanowi przestępstwo, a prawo przewiduje możliwość użycia wobec osoby „siły koniecznej” w celu zapobiegnięcia samobójstwu. W północnej Australii w latach 1996–1997 dopuszczalne było samobójstwo przy pomocy lekarza.
Współcześnie żadne państwo europejskie nie uznaje samobójstwa lub próby samobójczej za przestępstwo. W Anglii i Walii dekryminalizacja samobójstwa nastąpiła w oparciu o ustawę o samobójstwach z 1961, podczas gdy Irlandia zrobiła to w 1993. Słowo „popełnić” było używane w odniesieniu do nielegalności samobójstwa, jednak wiele organizacji przestało go używać w tym kontekście w związku z jego negatywną konotacją.
W Indiach samobójstwo jest nielegalne, a rodzinę samobójcy mogą spotkać problemy prawne. W Niemczech aktywna eutanazja jest nielegalna, a każda osoba obecna w czasie popełnienia samobójstwa może zostać oskarżona o nieudzielenie pomocy w sytuacji zagrożenia życia. Szwajcaria podjęła działania mające na celu legalizację eutanazji (zabójstwa na żądanie i pod wpływem współczucia) dla osób przewlekle chorych psychicznie. W wyroku wydanym w 2006 Sąd Najwyższy w Lozannie przyznał nieznanej osobie cierpiącej na problemy psychiczne prawo do odebrania sobie życia.
W USA samobójstwo nie jest nielegalne, ale może wiązać się z karą dla osoby próbującej je popełnić. Samobójstwo w asyście lekarza jest legalne w stanie Oregon oraz Waszyngton.
W Korei Północnej samobójstwo jest nielegalne, a konsekwencją może być posłanie dwóch lub trzech pokoleń rodziny oskarżonego do obozów koncentracyjnych.

#### Samobójstwo w prawie polskim
W polskim prawie nigdy nie uznawano samobójstwa za czyn zabroniony, nie jest czynem zabronionym również próba samobójcza.
Ponieważ jednak samobójstwo jest z punktu widzenia polskiego prawodawcy czynem społecznie niepożądanym, przestępstwem jest w Polsce nakłanianie do samobójstwa lub udzielenie pomocy w popełnieniu samobójstwa przez inną osobę, nawet na jej życzenie. Ten typ przestępstwa przewiduje przepis art. 151 Kodeksu karnego, który stanowi: „kto namową lub przez udzielenie pomocy doprowadza człowieka do targnięcia się na własne życie, podlega karze pozbawienia wolności od 3 miesięcy do lat 5”. Polskie prawo karne przyjmuje też karalność usiłowania popełnienia przestępstwa (art. 13 § 1 k.k.), tym samym namawianie innej osoby do podjęcia próby samobójczej podlega karze, nawet jeśli pokrzywdzony nie targnął się na własne życie.
Podobnie jak art. 151 k.k. problematykę samobójstw reguluje art. 207 kodeksu. W § 3 przewidziano karę pozbawienia wolności dla sprawcy, którego ofiara (osoba najbliższa lub inna osoba pozostająca w stałym lub przemijającym stosunku zależności od sprawcy albo małoletni lub osoba nieporadna ze względu na jej wiek, stan psychiczny lub fizyczny), w wyniku znęcania się psychicznego lub fizycznego dokonuje targnięcia się na własne życie. Analogiczny przepis znajduje się w części wojskowej kodeksu.
Przepisy kodeksu cywilnego wyłączają możliwość wypłaty odszkodowania za śmierć osoby, która targnęła się na własne życie w okresie 6 miesięcy od zawarcia umowy ubezpieczenia, jednak wyłączenie nie ma zastosowania po 2 latach od daty zawarcia umowy ubezpieczenia (art. 833 kodeksu cywilnego).
W oparciu o art. 23 i 24 ustawy o ochronie zdrowia psychicznego, w przypadkach osób, których dotychczasowe zachowanie z powodu choroby psychicznej wskazuje na bezpośrednie zagrożenie dla ich życia, możliwe jest ich przyjęcie do szpitala w trybie nagłym bez ich zgody. Przepisy te mogą być stosowane zarówno wobec chorych psychicznie, którzy znajdują się w stanie mogącym poprzedzać próbę samobójczą, jak i chorych po podjęciu próby samobójczej, u których utrzymuje się stan zagrożenia samobójczego. Każde przyjęcie pacjenta do szpitala bez jego zgody, zgodnie z przepisami ustawy, wymaga zatwierdzenia przez kierownika oddziału oraz wszczęcia procedury weryfikacji przyjęcia bez zgody przez sąd. Zgodnie z art. 33 ustawy o ochronie zdrowia psychicznego, wobec osoby przyjętej do szpitala psychiatrycznego bez jej zgody można stosować niezbędne czynności lecznicze, mające na celu usunięcie przewidzianych w ustawie przyczyn przyjęcia bez zgody, a więc przyczyn stanu zagrożenia samobójczego.

### Samobójstwo a religia

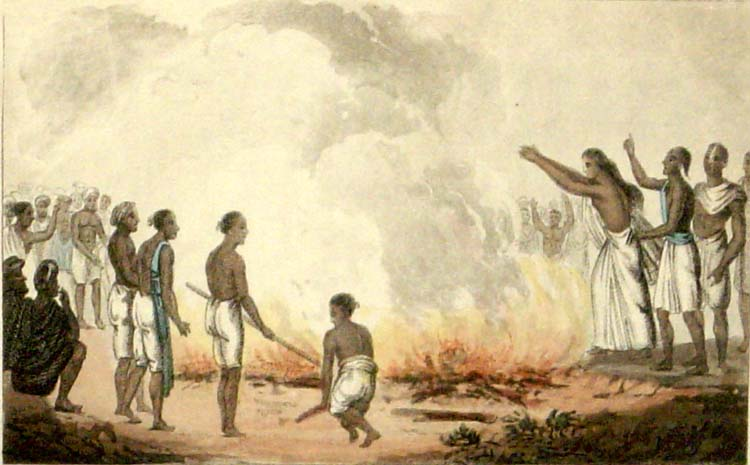
Hinduska wdowa płonąca wraz z ciałem swojego męża, ok. 1820

W większości odłamów chrześcijaństwa samobójstwo uznawane jest za grzech głównie w oparciu o nauki wpływowych teologów, np. św. Augustyna z Hippony i św. Tomasza z Akwinu, ale samobójstwo nie było uznawane za grzech przez chrześcijan bizantyńskich, np. w świetle kodeksu Justyniana. Zgodnie z doktryną katolicką powodem takiego postrzegania jest przykazanie „Nie zabijaj” (w ramach Nowego Przymierza przez Jezusa w Ewangelii św. Mateusza 19,18) oraz przekonanie, że życie jest darem od Boga, który nie może zostać odtrącony, a samo samobójstwo jest działaniem przeciwko „naturalnemu porządkowi rzeczy”, w związku z czym narusza Boski plan.
Uważa się jednak, że choroba psychiczna i strach przed cierpieniem zmniejsza odpowiedzialność osoby popełniającej samobójstwo. Kontrargumenty stanowią następujące fakty: przykazanie zakazujące zabijania może być dosłownie przełożone jako „nie dopuszczaj się morderstwa”, co niekoniecznie odnosi się do samego siebie. Bóg dał ludziom wolną wolę; odebranie sobie życia nie narusza boskiego porządku rzeczy w stopniu większym niż leczenie choroby, a samobójstwa wyznawców Boga wymienione są w Biblii bez potępienia.
Judaizm skupia się na istocie wartości życia i w związku z tym jego wyznawcy uważają, że samobójstwo jest sprzeciwem wobec boskości świata. Mimo tego, w ekstremalnych warunkach, w przypadku, gdy Żyd zostaje postawiony przed wyborem porzucenia religii albo samobójstwa, dochodziło do indywidualnych lub masowych samobójstw (np. Masada). W liturgii żydowskiej smutnym przypomnieniem takich wydarzeń jest modlitwa „gdy nóż znajduje się przy gardle” dla osób umierających „w celu uświęcenia imienia bożego” (patrz: męczeństwo). Działania takie spotykają się z mieszanym odzewem żydowskich władz – niektórzy uważają je za bohaterskie męczeństwo, podczas gdy inni twierdzą, że odebranie sobie życia w celu uzyskania męczeństwa jest złym czynem.
W islamie samobójstwo nie jest dopuszczalne.
W hinduizmie samobójstwo jest zasadniczo aktem krytykowanym we współczesnym społeczeństwie hinduskim i uznawanym za grzech podobny do zabicia innej osoby. Święte księgi hinduizmu stwierdzają, że osoba popełniająca samobójstwo stanie się częścią świata duchowego i będzie wędrować po ziemi do czasu, gdy osoba taka umarłaby, gdyby nie popełniła samobójstwa. W hinduizmie uznawane jest prawo do odebrania sobie życia poprzez niebrutalne zagłodzenie się, znane jako prajopawesa. Jednak prajopawesa jest aktem zarezerwowanym dla osób, które nie mają już chęci do życia, ambicji ani żadnych zobowiązań w swoim życiu.
W niektórych wyznaniach występują pierwiastki manicheistyczne i apokaliptyczne, nakazujące uważać świat materialny za królestwa Szatana, z którego wyzwolenie wiedzie poprzez śmierć. Średniowieczni katarzy praktykowali endurę, czyli samozagłodzenie. Często metafizyczne panowanie Zła utożsamiano z konkretnym porządkiem społecznym: w Rosji starowierców-bezpopowców opór przeciwko popieranym przez władzę reformom religijnym prowadził do samospaleń (np. w 1670 r. we wsi Bierezań spaliło się 2700 bezpopowców). W Jonestown w Gujanie w 1978 r. doszło do samobójstwa wyznaniowego 918 członków Świątyni Ludu, amerykańskiej sekty prowadzonej przez Jima Jonesa. Wyznawcy sekty odebrali sobie życie wypijając napój Flavor Aid zawierający cyjanek. W latach 1994–1997 w Kanadzie, Francji i Szwajcarii samobójstwo popełniło 74 członków Zakonu Świątyni Słońca (OTS).

### Samobójstwa polityczne

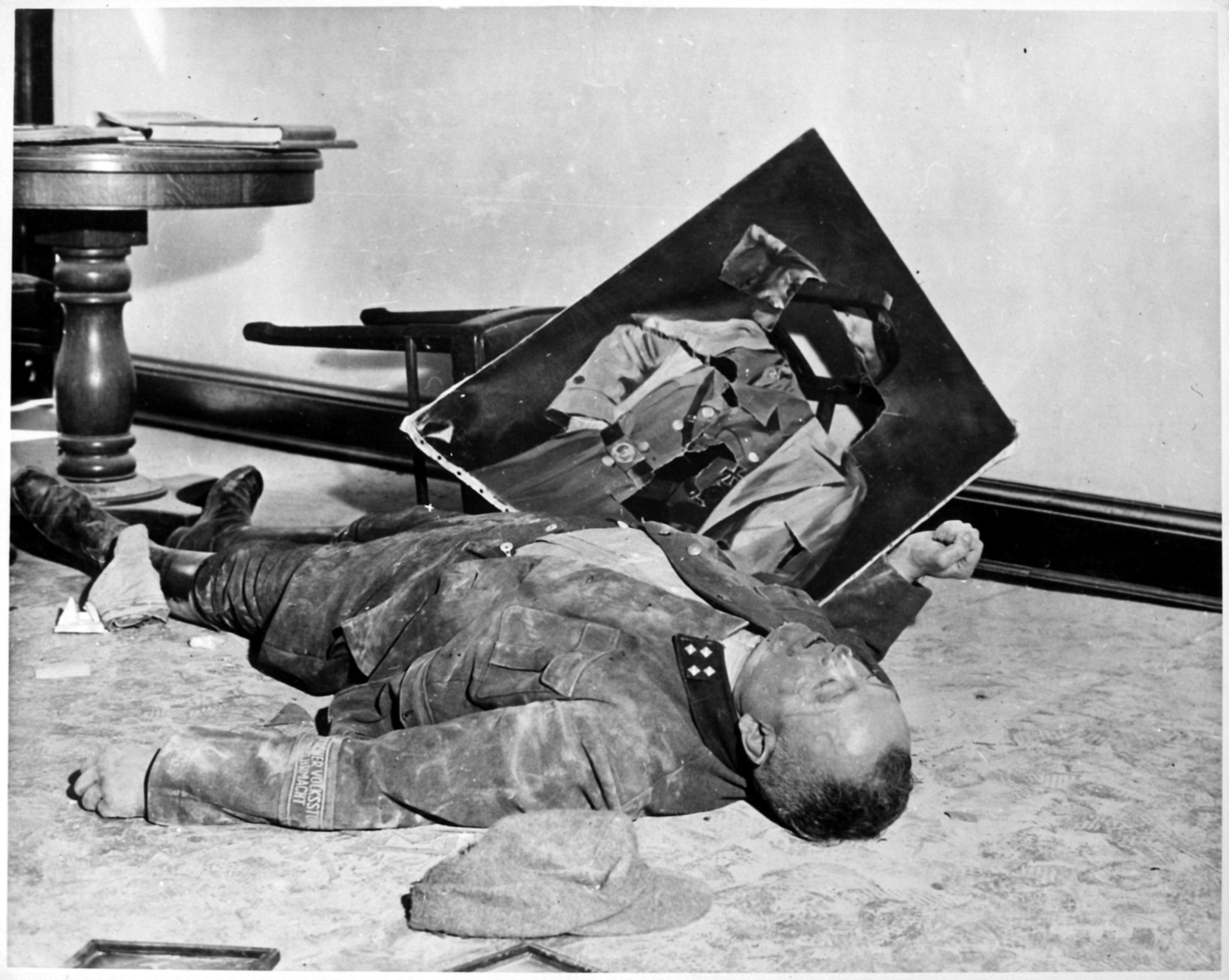
Ciało samobójcy – majora Volkssturmu wraz z portretem Hitlera w urzędzie miejskim w Lipsku.

Motywacją samobójstw mogą być przekonania ideologiczne lub sytuacja polityczna. W wielu przypadkach wiążą się one z podziałami religijnymi czy etnicznymi. Pośredni związek z sytuacją polityczną mają też samobójstwa na tle ekonomicznym.
Samobójstwo bywa formą protestu społecznego. 11 czerwca 1963 w Sajgonie buddyjski mnich Thích Quảng Ðức, został oblany benzyną przez towarzyszy, po czym podpalił się na znak protestu przeciw dyskryminacji buddyzmu przez katolicki rząd Ngô Đình Diệma, co zapoczątkowało całą serię samospaleń wietnamskich buddystów. Forma ta rozprzestrzeniła się na świecie, prowadząc do samospaleń w proteście przeciw interwencji USA w Wietnamie (np. Alice Herz 1965, Roger Allen LaPorte 1965, George Winne Jr. 1970) czy inwazji ZSRR na Czechosłowację (m.in. Ryszard Siwiec 1968, Jan Palach 1969, Alain Escoffier 1977). W latach 90. licznych samospaleń dokonywali hindusi z wyższych kast, protestujący przeciw rządowej polityce uprzywilejowującej ich zdaniem kasty niższe. Podobny charakter miały przypadki śmierci wskutek strajku głodowego, np. prowadzonego w 1981 przez więźniów z IRA, który zakończył się śmiercią 10 osób (m.in. Bobby’ego Sandsa). Przyczyną śmierci stwierdzoną przez koronera było „dobrowolne zagłodzenie”, a nie samobójstwo; po sprzeciwie ze strony rodzin strajkujących informacja na aktach zgonów została zmieniona na „zagłodzenie”. Przywódca rewolucyjnej afroamerykańskiej organizacji Czarne Pantery Huey P. Newton stworzył teorię „rewolucyjnego samobójstwa”, w myśl której desperacja towarzysząca skłonnościom samobójczym mogła przeistaczać bierne znoszenie ucisku w czynny opór.
Również samobójstwa honorowe często miały związek z sytuacją polityczną. Czasem samobójstwa wynikały z rozterek w obliczu wydarzeń: w czasie przewrotu majowego popełnił samobójstwo płk Stefan Więckowski, któremu nakazano wysłanie swojej jednostki do walki z Piłsudskim, a gen. Kazimierz Sosnkowski dokonał próby samobójczej. W czasie II wojny światowej Erwin Rommel został uznany za osobę świadomą planu zamachu 20 lipca wymierzonego w Hitlera, po czym został zastraszony wizją publicznego procesu, egzekucją i represjami wobec jego rodziny, chyba że zdecyduje się odebrać sobie życie. Częściej popełniane były w obliczu politycznej porażki lub militarnej klęski. Płk Walery Sławek w 1939 i gen. Bolesław Wieniawa-Długoszowski w 1942 popełnili samobójstwo w sytuacji załamania się ich planów i pozostawania w politycznej izolacji. Samobójstwa popełniane były przez wielu Niemców w obliczu klęski w II wojnie światowej. W ten sposób skończyli swe życie m.in. w Führerbunker Joseph Goebbels z rodziną i Adolf Hitler wraz z Evą Braun. Podejście japońskich wojskowych do tej sprawy uregulował Kodeks Służby Polowej (Senjinkun) z 1941, który zawierał sformułowanie: „nie dać się wziąć przez nieprzyjaciela żywcem”, co oznaczało obowiązek popełnienia samobójstwa nawet w przypadku dostania się do niewoli. Samobójstwa popełniali nie tylko żołnierze, ale też np. ponad 10 tysięcy japońskich cywilów podczas ostatnich dni bitwy o Saipan w 1944 – niektórzy z nich skoczyli z „klifu samobójców” oraz „klifu Banzai”. 11 września 1973 r. samobójstwo popełnił socjalistyczny prezydent Chile Salvador Allende, oblężony przez zbuntowane oddziały gen. Augusto Pinocheta.
Samobójstwo może wreszcie być ofensywną metodą walki. Mit bohatera poświęcającego swe życie na ołtarzu zwycięstwa sięga odległych czasów (300 Spartan, Arnold Winkelried). W epoce nowożytnej nierzadkie były przypadki wysadzania się w powietrze załóg fortecznych, które nie chciały wpaść w ręce wroga (np. polskiej w Wenden w czasie wojen inflanckich, szwedzkich w Sandomierzu, Tykocinie i Koldyndze w czasie Potopu). Polska kultura zna postacie Michała Wołodyjowskiego (Pan Wołodyjowski Henryka Sienkiewicza) i Konstantego Ordona (Reduta Ordona Adama Mickiewicza), wysadzających się na posterunku wraz z nacierającymi nieprzyjaciółmi. Oba wydarzenia oparte są na wydarzeniach autentycznych, jednak zasadniczo przetworzonych na potrzeby fikcji literackiej. Cesarska Armia Japońska w czasie II wojny światowej przeprowadzała ataki kamikaze, w których pod koniec kampanii na Pacyfiku piloci japońskiego imperium uderzali w okręty aliantów. Podczas wojen w Wietnamie odnotowano przypadki samobójczej śmierci żołnierzy Việt Minh takich jak Tô Vĩnh Diện (rzucił się pod koła ześlizgującego się działa) czy Phan Đình Giót (własnym ciałem nakrył otwór strzelniczy francuskiego bunkra); a 31 stycznia 1968 oddział Ochotników Śmierci Wietkongu przeprowadził samobójczą misję atakując ambasadę amerykańską w Sajgonie. W czasie wojny z Irakiem w Iranie formowano ochotnicze oddziały samobójcze służące m.in. przebijaniu się przez pola minowe.
Niektóre zamachy terrorystyczne połączone są z samobójstwem sprawcy. Prekursorami tej formy walki byli średniowieczni asasyni, którzy dokonywali mordów w okolicznościach niedających im szansy przeżycia (zachowały się też przekazy o samobójstwach popełnianych na rozkaz przywódcy). Pierwszy współczesny zamach terrorystyczny o charakterze samobójczym został przeprowadzony w 1972 na lotnisku Lod w Tel Awiwie przez Japońską Armię Czerwoną na znak solidarności z rewolucją palestyńską. Po rewolucji islamskiej w Iranie reinterpretacja szyickiej martyrologii w duchu aktywistycznym dokonana przez Alego Szari’atiego przyczyniła się do rozwoju terroryzmu samobójczego fundamentalistów islamskich – najpierw szyickich (Hezbollah), potem sunnickich (Hamas, Al-Ka’ida, Państwo Islamskie). Równolegle terroryzm samobójczy praktykowany był przez separatystyczne ugrupowania – Tamilskie Tygrysy na Sri Lance (ofiarami padli m.in. premier Indii Rajiv Gandhi 1991, prezydent Sri Lanki Ranasinghe Premadasa 1993 i pięciu lankijskich ministrów) i Partię Pracujących Kurdystanu w Turcji.

### Orędownictwo

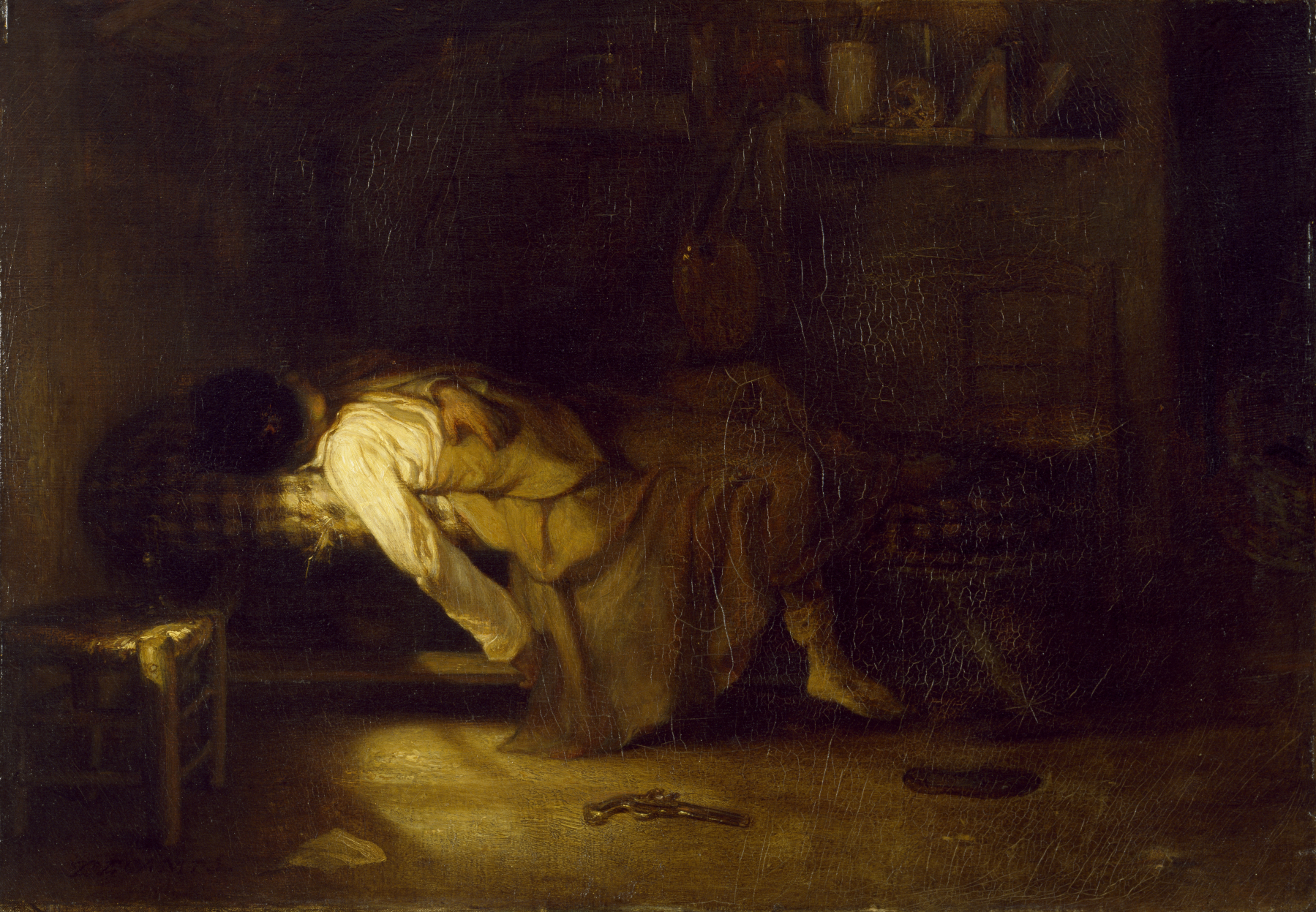
Na obrazie Alexandra-Gabriela Decampsa paleta barw, pistolet oraz list leżący na podłodze świadczą o zdarzeniu – artysta odebrał sobie życie

Poparcie dla samobójstwa obecne jest w wielu kulturach i subkulturach. Japońskie społeczeństwo jest zasadniczo opisywane jako „tolerancyjne” wobec samobójstw.
Rezultaty wyszukiwania związane z samobójstwem obejmują strony internetowe spośród których 10–30% zachęca do samobójstwa lub zapewnia informacje pozwalające przeprowadzić próbę samobójczą. Uważa się, że takie strony mogą nakłonić osoby narażone do popełnienia samobójstwa. Niektórzy wchodzą za pośrednictwem Internetu w umowę samobójczą z przyjaciółmi lub obcymi poznanymi na czacie lub za pośrednictwem forum dyskusyjnego. Jednak Internet może również zapobiegać samobójstwom zapewniając grupę społeczną osobom wyalienowanym.

### Miejsca popełniania samobójstw
Niektóre znane miejsca są popularnym punktem przeprowadzania prób samobójczych. Wśród nich znajduje się most Golden Gate w San Francisco, las Aokigahara w Japonii, urwisko Beachy Head w Anglii oraz wiadukt Bloor Street w Toronto.
Od chwili ukończenia budowy w 1937 do 2010 most Golden Gate był miejscem 1300 zarejestrowanych samobójstw w wyniku skoku. Wiele miejsc, w których popełniano samobójstwa, zostało wyposażonych w barierki uniemożliwiające wykonanie skoku. Jedną z nich jest Luminous Veil w Toronto oraz barierki na wieży Eiffla w Paryżu i Empire State Building w Nowym Jorku. W 2011 rozpoczęto montaż barierek na moście Golden Gate. Kraty zamontowane zostały także w latach 70. XX wieku na tarasie widokowym Pałacu Kultury i Nauki w Warszawie, z którego samobójcze skoki wykonywano od 1956. Barierki wydają się skutecznym sposobem zapobiegania samobójstwom.

## Samobójstwo u zwierząt
Ponieważ samobójstwo jest działaniem dobrowolnym, niektórzy uważają, że do samobójstw nie dochodzi wśród zwierząt. Istnieje wiele anegdotycznych doniesień o tym, że zaobserwowano przypadki samozabijania się (autodestrukcji) u psów, koni i delfinów, jednak nie są one na tyle dobrze udokumentowane, by wyciągać na ich podstawie wnioski co do samobójstw u zwierząt. Pomimo wielu wysiłków naukowców, poszukujących tzw. zwierzęcego modelu zachowań samobójczych, nie udało się ich odnaleźć w populacjach występujących w warunkach naturalnych. Problemem jest wykazanie, że zachowania autodestruktywne obserwowane u zwierząt są konsekwencją świadomego, intencjonalnego działania. Autodestruktywne, altruistyczne zachowania zwierząt, określane jako samopoświęcenie, występujące np. u owadów socjalnych (żądlenie przez robotnice pszczół; kasty żołnierzy ginących w obronie kolonii) są interpretowane w kategoriach doboru krewniaczego (lub grupowego), jako zwiększające dostosowanie (ang. inclusive fitness) osobników, będących nosicielami genów odpowiedzialnych za takie zachowania – a więc są uwarunkowane genetycznie, a nie wynikają z wolnej woli. Tym niemniej w badaniach nad biochemicznymi uwarunkowaniami depresji i podczas testowania potencjalnych leków antydepresyjnych wykorzystywane są wyselekcjonowane szczepy zwierzęce, wykazujące zachowania przypominające zachowania osób o skłonnościach samobójczych.